# Javier Baraja
Pour les articles homonymes, voir Baraja et Vegas.
Javier Baraja Vegas est un footballeur espagnol né le 24 août 1980 à Valladolid, qui évolue au poste de défenseur pour le Real Valladolid en Espagne.
Il est le jeune frère de Rubén Baraja, qui évolue au Valence CF.

## Carrière
- 1996-2002 :  Real Valladolid
- 2002-2004 :  Getafe CF
- 2004-2005 :  Málaga CF
- 2005-2014 :  Real Valladolid[1],[2]